# Josef Horovitz
Josef Horovitz (26. Juli 1874 in Lauenburg in Pommern – 5. Februar 1931 in Frankfurt am Main) war ein deutscher Orientalist. Sein wissenschaftlicher Schwerpunkt war die frühe arabische Poesie und die Erforschung der vielfältigen jüdischen, christlichen und übrigen Einflüsse auf den frühen Islam, auf den islamischen Propheten Mohammed und den Koran.

## Herkunft, Jugend und Studium, akademische Laufbahn
Josef Horovitz wurde als eines von elf Geschwistern ein Sohn des orthodoxen Frankfurter Rabbiners Markus Horovitz (1844–1910) geboren. Er wurde in einem traditionell jüdischen Milieu in Frankfurt groß. Bereits vor seinem Studium hatte er gründliche Kenntnisse des Hebräischen und des traditionellen jüdischen Schrifttums erworben. Nach dem Besuch des Philanthropin immatrikulierte er sich 1892 an der Universität zu Berlin für das Studienfach Orientalische Sprachen und Literatur und studierte bei Eduard Sachau.
1898 schloss Josef Horovitz sein Studium mit einer Dissertation über den arabischen Historiker al-Wāqidī ab. Mit Eduard Sachau gab er die Schriften des arabischen Historikers Muhammad ibn Saʿd heraus. Seit 1902 war Josef Horovitz an der Universität zu Berlin als Dozent tätig. Um frühe arabischer Handschriften zu erschließen, bereiste er die Türkei, Ägypten, Palästina und Syrien. 1904 legte er seine Habilitationsschrift vor, eine Kommentierung der Schriften des schiitischen Dichters Kumait.
1907 heiratete Josef Horovitz Laura Schleier, kurz bevor er in Indien als erster Europäer eine Professur am 1878 gegründeten Muhammedan Anglo-Oriental College von Aligarh (später Aligarh Muslim University) annahm, dort Arabisch unterrichtete und im Auftrag des Indian Council Kurator für islamische Inschriften war. In dieser Funktion gab er die Epigraphia Indo-Moslemica, die Sammlung islamischer Inschriften Indiens, heraus (1909–1912). Als Deutscher verlor er beim Ausbruch des Ersten Weltkriegs 1914 seine Stelle und wurde kurzzeitig interniert.
Nach seiner Rückkehr nach Deutschland war er von 1915 bis zu seinem Tode Professor für Semitische Sprachen am Orientalischen Seminar der Universität Frankfurt, wo unter anderem Shlomo Dov Goitein, Richard Ettinghausen, Ilse Lichtenstädter und Heinrich Speyer zu seinen Schülern zählten. Sein Lehrstuhl war ein Stiftungslehrstuhls des jüdischen Bankiers Jakob Heinrich Schiff. Zum Aufbau des Orientalischen Seminars an der Universität Frankfurt erwarb Horovitz aus den Mitteln der Stiftung von Jakob Heinrich Schiff die Bibliothek des Orientalisten Jakob Barth (1851–1914) und einen Teil der Bibliothek des Orientalisten Hermann Reckendorf (Orientalist, 1863). Während des Ersten Weltkriegs wurde Horovitz für Einschätzungen des anti-britischen Revolutionspotential in Indien zu Rate gezogen. Seine in diesem Kontext getätigten Aussagen beeinflussten die deutsche Kriegspropaganda.
Seit der Gründung der Hebräischen Universität Jerusalem im Jahre 1918 war Horovitz Mitglied ihres Kuratoriums. Er gründete an der Hebräischen Universität die Abteilung für Orientalistik und wurde deren „Auswärtiger Direktor“ („Visiting Director“), als der er die Abteilung bis zu seinem Tod leitete. Seit 1925 hielt er Vorlesungen an der Hebräischen Universität.

## Wissenschaftliche Arbeiten, Tod, Nachlass
Zunächst widmete Josef Horovitz sich dem Studium der historischen arabischen Literatur. Danach begründete er die Konkordanz früher arabischer Poesie als kollektives Projekt, wozu er die gedruckten Diwane verzetteln ließ. Er und seine Mitarbeiter durchforsteten dafür die arabische Dichtung der vor- und frühislamischen Zeit, um alle Verwendungen eines Wortes zu erfassen. Das Wort, seine Wurzel und die recherchierten textuellen Kontexte wurden auf Karteikarten vermerken. Dieser komparative Ansatz sollte ein echtes Verstehen der Wortbedeutungen ermöglichen. Horovitz erhoffte sich von dem Projekt nicht nur einen Gewinn für seine Forschungen zur präislamischen Dichtung, sondern auch einen Beitrag zur Verständigung von Juden und Muslimen. Die Konkordanz sollte für Intellektuelle beider Gruppen von Relevanz sein und ein Miteinander auf Grundlage gemeinsamer Forschungsinteressen bieten. Bis heute sind die unter Horovitz’ Leitung aufgezeichneten eineinhalb Millionen Einträge ein Herzstück der Jerusalemer Orientalistik und ein Anziehungspunkt für Forschern aus aller Welt.
In seinen Koranische Untersuchungen (1926) benutzte er seine Methode der detaillierten Analyse der Sprache von Mohammed und seiner Anhänger sowie historische Erkenntnisse aus dem Studium der frühen Texte selbst. In seiner Abhandlung Jewish Proper Names and Derivatives in the Koran sowie in Das koranische Paradies untersuchte er die Beziehungen zwischen Islam und Judentum. Sein Werk Indien unter britischer Herrschaft erstreckt sich von der Zeit ersten islamischen Dynastie in Delhi bis zum Auftreten Gandhis.
Sein Hauptwerk war ein Koran-Kommentar, der unvollendet blieb, da Josef Horovitz vor einer geplanten Forschungsreise unerwartet am 5. Februar 1931 in Frankfurt am Main infolge eines Schlaganfalls verstarb. Unvollendet blieben auch sein Werk Das Weltbild des Koran und die kritische Ausgabe der Schriften des arabischen Historikers al-Balādhurī.
Am 8. Februar 1931 wurde Josef Horovitz auf dem Alten jüdischen Friedhof Rat-Beil-Straße in Frankfurt beigesetzt. Sein älterer Bruder, Rabbiner Jakob Horovitz, hielt die Grabrede. Unter den Gästen der Beisetzung sollen Vertreter der türkischen Botschaft Berlin gewesen sein, die dem Verstorbenen „im Namen der islamischen Völker“ für seine Verdienste um die Völkerverständigung dankten, sowie Vertreter der Gesellschaft zur Förderung der Wissenschaft des Judentums.
Laura Horovitz hatte testamentarisch verfügt, dass der wissenschaftliche Nachlass ihres Mannes dem Orientalischen Seminar der Universität Frankfurt unter der Aufsicht von Gotthold Weil gehören solle. Weil wurde von der Philosophischen Fakultät aufgefordert, den Nachlass zu begutachten, und sprach sich in einem Schreiben vom 16. Februar 1934 seine Bedenken gegen den Antritt der Erbschaft aus. Auf dieser Basis beschloss das Kuratorium der Universität, die Erbschaft auszuschlagen. Weil zählte in seinem Gutachten nur sachliche Gründe für eine Ablehnung des Nachlasses auf, allerdings dürfte ihm seinerzeit bereits klar gewesen sein, dass das wissenschaftliche Vermächtnis eines Juden in den Händen der Nationalsozialisten nicht sicher verwahrt und nicht angemessen ausgewertet würde. Was mit Horovitz’ Nachlass geschah, ist daher unbekannt.

## Schriften (Auswahl)
- Die Hāšimijjāt des Kumait. Herausgegeben, übersetzt und erläutert von Josef Horovitz. E. J. Brill, Leiden 1904.
- Spuren griechischer Mimen im Orient (Mit einem Anhang über das egyptische Schattenspiel von Friedrich Kern). Mayer & Müller, Berlin 1905.
- Jewish Proper Names and Derivatives in the Koran. In: Hebrew Union College Annual. Band 2, Ohio 1925, S. 145–227; Nachdruck Hildesheim 1964.
- Koranische Untersuchungen. Berlin/Leipzig 1926.
- Indien unter britischer Herrschaft. Verlag von B. G. Teubner, Leipzig/Berlin 1928.